# 罗卡-圣卡夏诺
罗卡-圣卡夏诺（義大利語：Rocca San Casciano），是意大利费利-切塞纳省的一个市镇。总面积50.19平方公里，人口2047人，人口密度40.8人/平方公里（2009年）。ISTAT代码为040036。